# 堀智子
堀 智子（ほり ともこ、1957年5月11日 - ）は、神奈川県横浜市出身の歌手。血液型はB型。

## ディスコグラフィ
- シーサイドホテル805
- すみれの花が咲く頃
- 洗いざらしのTシャツ
- 天神音頭
- 感傷旅行